# Notopterus notopterus
Notopterus notopterus är en fiskart som först beskrevs av den tyske naturforskaren Peter Simon Pallas, 1769. Arten, som på svenska kallas asiatisk knivfisk eller bronsfärgad knivfisk, är ensam i släktet Notopterus som ingår i familjen Notopteridae. Internationella naturvårdsunionen (IUCN) kategoriserar arten globalt som livskraftig. Inga underarter finns listade i Catalogue of Life.
Det vetenskapliga släktnamnet är sammansatt av de gammalgrekiska orden notos (rygg) och pteron (vinge). Det syftar på artens liten ryggfena.